# Trận Ankara
Trận Ankara hay Trận Angora, diễn ra vào ngày 20 tháng 7, 1402, tại cánh đồng Çubuk (gần Ankara) giữa quân Ottoman của sultan Beyazid I và quân Mông Cổ-Thổ Nhĩ Kỳ của hoàng đế Timur của Đế quốc Timur. Trận đánh kết thúc với thảm bại của quân đội Ottoman.

## Bối cảnh
Là lãnh tụ của quân Mông Cổ-Turk, Timur là người thống trị châu Á mạnh nhất kể từ thời Thành Cát Tư Hãn. Ông xuất thân từ một chi của một gia đình quý tộc Thổ Nhĩ Kỳ nhỏ ở Turkestan và qua những cuộc chiến không ngừng nghỉ, ông cố phục hồi lại Đế quốc Mông Cổ.
Timur đã chinh phạt các vương quốc Gruzia và Armenia năm 1390, mở rộng đế chế của mình đến biên giới của Đế quốc Ottoman. Hai thế lực nhanh chóng giao tranh trực diện. Sultan Đế quốc Ottoman là Beyazid I đòi một tiểu vương Thổ Nhĩ Kỳ phải triều cống, người đã phục tùng Timur và bị đe dọa xâm lược. Timur cho rằng hành động này là một sự xúc phạm đối với bản thân mình và năm 1400 tiến hành cướp phá một thành phố Ottoman là Sebaste (ngày nay là Sivas). Beyazid đã bị một đòn đau và khi Timur tấn công Tiểu Á từ phía Đông, Beyazid triệu tập quân của mình và đe dọa quân Timur ở gần Ankara. Trận chiến này nói chung là đỉnh điểm trong những năm Timur và Beyazid gửi cho nhau những bức thư xúc phạm đối thủ.

## Quân đội
Quân số hai bên khá tương đồng. Kể cả những người chứng kiến tận mắt cho rằng đội quân của Timur lên đến hơn 1 triệu người, quân số thực tế có lẽ vào khoảng 200.000 lính. Trong khi quân Bayezid cũng tương đương với quân Timur, đa phần là bộ binh và có 20.000 kỵ binh Serbia do Hoàng tử Stefan Lazarevic chỉ huy. Quân Timur hầu hết được bao quanh bởi vài con voi Ấn Độ.

## Trận chiến

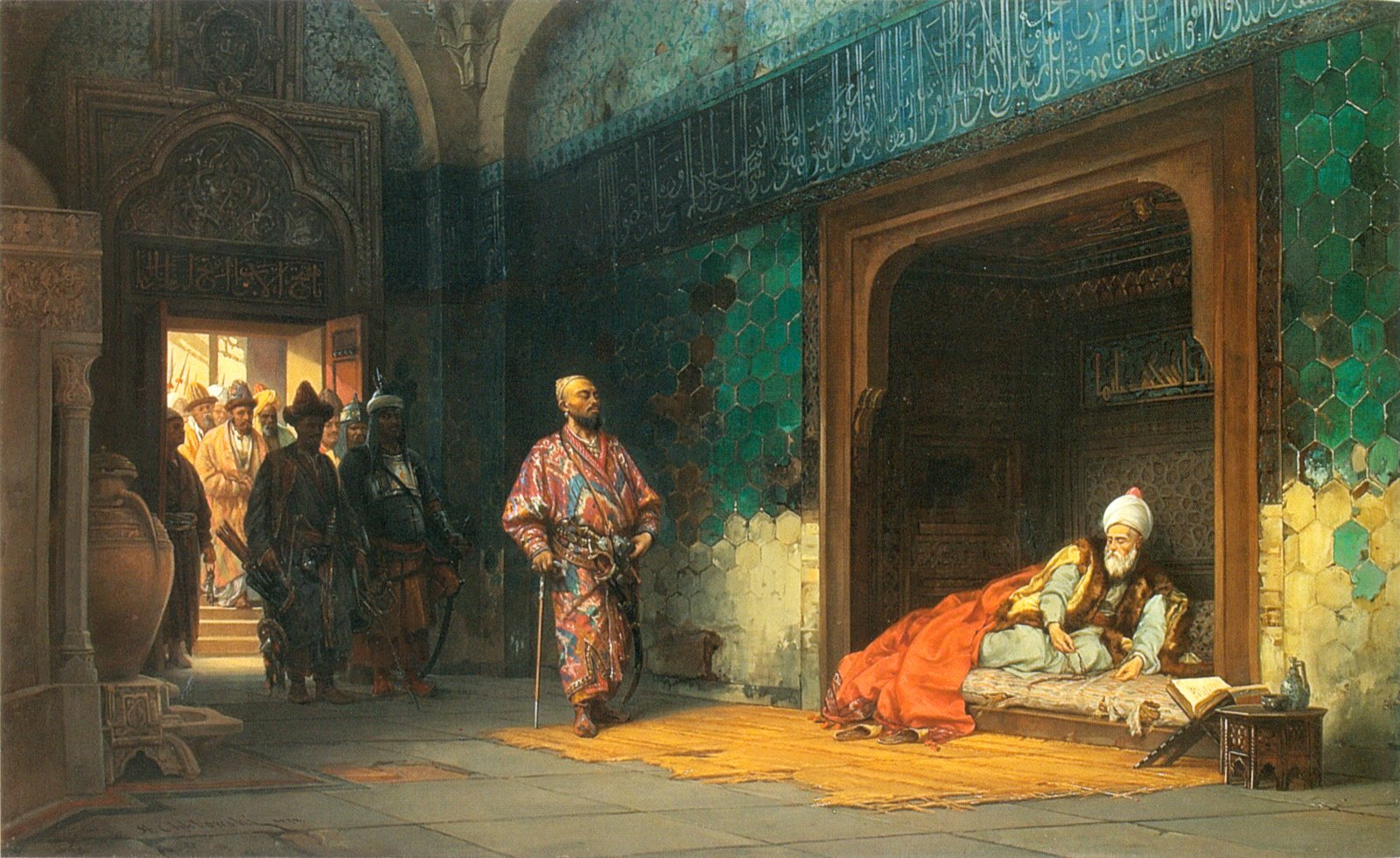
Tranh của Stanisław Chlebowski, Hoàng đế Bayezid bị Timur tống giam, 1878, miêu tả cảnh Timur bắt giữ Bayezid.

Trận chiến bắt đầu với một cuộc tổng tấn công của quân Ottoman, bị phản công bằng một cơn mưa tên từ kỵ binh bắn cung của Timur. Vài nghìn quân bị giết và nhiều lính đầu hàng Timur. Trong trận chiến, nguồn nước cung cấp cho cả hai quân đội, Cubuk Creek bắt nguồn từ một con hồ chứa nước nhỏ ở gần thị trấn Cubuk do quân Timur chiếm giữ, khiến cho quân Ottoman không còn nước. Trận chiến cuối cùng diễn ra trên đồi Catal, bao quát thung lũng Cubuk. Quân đội Ottoman, khát và mệt mỏi, mặc dù Bayezid đã chạy được đến dãy núi gần đó với vài trăm quân ky. Tuy vậy, Timur có những dãy núi bao quanh và vượt trội về quân số so với Bayezid, nên nhanh chóng bắt được ông ta. Quân đội Ottoman vẫn đủ mạnh khi bắt đầu, nhưng sau đó người Tatar và người Sihahi từ các vương quốc Tiểu Á bở lại Bayezid rồi đầu hàng quân Timur, phá vỡ hai sườn của quân Ottoman.

## Sau trận đánh
Các quốc gia châu Âu, ban đầu, ủng hộ cuộc xâm lược của đế quốc Timur và người Genova đã treo cờ của Mông Cổ trên các bức tường thành Galata để ủng hộ Timur. Tuy vậy, vài tháng sau khi Đế quốc Ottoman bại trận tại Tiểu Á, nỗi lo sợ trở thành mục tiêu tiếp theo sớm thu hút sự chú ý của người dân châu Âu.
Là thảm bại của quân đội Ottoman, trận Ankara có hiệu quả tức thời đối với nền chính trị Balkan, khi đó Đế quốc Ottoman đang nắm quyền chủ động. Do cuộc xâm lược của Timurid, cuộc vây hãm Constantinopolis bị chấm dứt và quân Ottoman rút khỏi Balkan để đương đầu với mối đe dọa mới.
Sự kiện này đã chia rẽ Đế quốc Ottoman thành nhiều phe phái vì các con trai của Beyazid vẫn còn sống và tự do sau khi chính ông ta bị bắt. Phần lớn người Thổ Nhĩ Kỳ Ottoman chạy trốn đến châu Âu. Điều này dẫn đến cuộc nội chiến giữa bốn người con trai của Bayezid. Sự suy yếu tạm thời của Ottoman làm sự sụp đổ của Đế quốc Byzantine và cuộc xâm lược Balkan của chậm lại một thời gian.

## Liên kết liên quan
- Encyclopedia Britanica: Ankara, Battle of
- DBA Battle Scenario: Trận Angora Lưu trữ ngày 19 tháng 5 năm 2012 tại Wayback Machine
- Military- Engineering Strategy used by Timur at the Battle of Ankara (1402)